# وارن ماهر
 وارن ماهر (انگلیسی: Warren Maher؛ زاده ۱۵ ژانویهٔ ۱۹۵۷) یک تنیس‌باز اهل استرالیا است.